# Nanticoke (Maryland)
Nanticoke – jednostka osadnicza w Stanach Zjednoczonych, w stanie Maryland, w hrabstwie Wicomico.